# Maryam Usman
Maryam Usman (Kaduna, 9 de noviembre de 1990) es una deportista nigeriana que compitió en halterofilia.
Participó en tres Juegos Olímpicos de Verano, entre los años 2008 y 2016, obteniendo una medalla de bronce en Pekín 2008, en la categoría de +75 kg. Ganó una medalla de bronce en el Campeonato Mundial de Halterofilia de 2011, en la misma categoría.

## Palmarés internacional
| Juegos Olímpicos   | Juegos Olímpicos | Juegos Olímpicos  | Juegos Olímpicos |
| Año                | Lugar            | Medalla           | Categoría        |
| ------------------ | ---------------- | ----------------- | ---------------- |
| 2008               | Pekín (China)    | Medalla de bronce | +75 kg           |
| Campeonato Mundial |                  |                   |                  |
| Año                | Lugar            | Medalla           | Categoría        |
| 2011               | París (Francia)  | Medalla de bronce | +75 kg           |